# Turistická značená trasa 0853
 Turistická značená trasa č. 0853 měří 15,4 km a spojuje obec Rybárpole a obec Švošov v pohoří Velká Fatra na Slovensku.

## Průběh trasy
Trasa ve svém začátku prochází částí města Ružomberok Rybárpole, poté vystoupá do Sedla pod Radičinou, odtud opět sklesá do obce Studničná. Pokračuje lehkým klesáním do obce Komjatná a dále dolů údolím k železniční zastávce Švošov.
| Km   | Místo                | Navazující a křižující trasy | Souřadnice                       | Nadm. výška  |
| ---- | -------------------- | ---------------------------- | -------------------------------- | ------------ |
| 0,0  | Rybárpole            |                              | 49°5′12″ s. š., 19°16′50″ v. d.  | 470 m n. m.  |
| 2,7  | Dubovské lúky        |                              | 49°6′18″ s. š., 19°16′17″ v. d.  | 700 m n. m.  |
| 2,8  | Hrboltová - rozc.    |                              | 49°10′37″ s. š., 19°12′50″ v. d. | 735 m n. m.  |
| 4,6  | Sedlo pod Radičinou  | 0853V                        | 49°10′37″ s. š., 19°12′50″ v. d. | 1040 m n. m. |
| +0,2 | odbočka na Radičinou |                              | 49°7′13″ s. š., 19°15′48″ v. d.  | 1127 m n. m. |
| 5,4  | Poľany               | 8655                         | 49°7′25″ s. š., 19°15′22″ v. d.  | 1040 m n. m. |
| 7,3  | Studničná            |                              | 49°8′9″ s. š., 19°15′52″ v. d.   | 751 m n. m.  |
| 9,6  | Komjatná             | 5570                         | 49°8′52″ s. š., 19°14′41″ v. d.  | 634 m n. m.  |
| 15,4 | Švošov - vlak        | 8612                         | 49°7′22″ s. š., 19°11′40″ v. d.  | 457 m n. m.  |

## Galerie

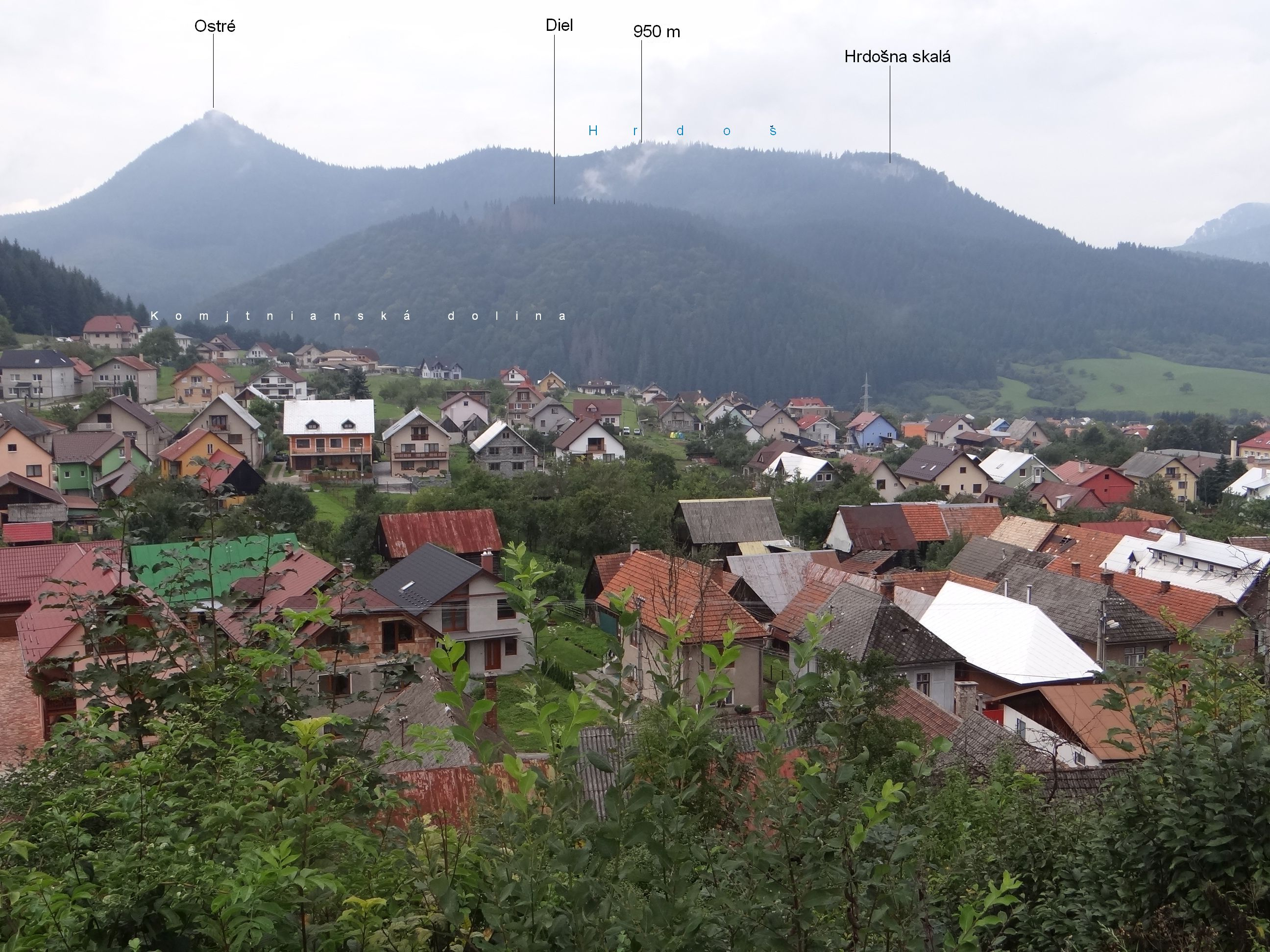
Komjatná